# Manuel Serafim Monteiro Pereira
Serafim de nome completo Manuel Serafim Monteiro Pereira (nasceu em Rio Tinto (Gondomar em 25 de Julho de 1943 e viria a falecer no Porto, vítima de cancro, em 7 de Junho de 1994) foi um antigo jogador de futebol da selecção portuguesa. Jogava na posição de avançado.

## Carreira
Representou o FC Porto, tendo-se transferido para  o Benfica e a Académica. Conquistou dois Campeonatos de Portugal e uma Taça
de Portugal.
Serafim apareceu no futebol e no FC Porto numa época em que o clube das Antas andava arredado dos sucessos e em que tinha deixado os seus maiores rivais de Lisboa marcar uma certa diferença. Por isso, era natural que todos aqueles que se destacassem nas Antas rumassem para a capital.
Foi o que sucedeu com Serafim. Cedo se afirmou como uma grande promessa. Isso ocorre em 1961, quando se tornou na maior figura de uma selecção nacional de juniores que se sagrou campeã da Europa, com a particularidade de ter marcado os quatro golos com que Portugal venceu na final a Polónia.
Serafim era um desportista eclético, para além do futebol representou , ainda júnior, o F.C.Porto em andebol(foi campeão nacional inclusive) e em  hóquei em patins. 

## Selecção Nacional
Alcançou cinco internacionalizações (quatro em representação ainda n o FC Porto e uma já na Académica).
Após ter alcançado quatro internacionalizações na selecção sénior
- a primeira ocorreu a 6 de Maio de 1962, em São Paulo, contra o Brasil (derrota por 2-1) - viria a despedir-se da equipa nacional a l de Junho de 1967, já como jogador da Académica, num jogo de apuramento para o Campeonato da Europa, realizado em Estocolmo, com a Suécia (1-1).

## Títulos
- 2 Campeonatos de Portugal
- 1 Taça de Portugal